# (89131) Phildevries
(89131) Phildevries est un astéroïde de la ceinture principale.

## Description
(89131) Phildevries est un astéroïde de la ceinture principale. Il fut découvert le 23 octobre 2001 à l'observatoire Desert Eagle par William Kwong Yu Yeung. Il présente une orbite caractérisée par un demi-grand axe de 2,39 UA, une excentricité de 0,13 et une inclinaison de 7,0° par rapport à l'écliptique.

## Compléments